# 釧路東部消防組合

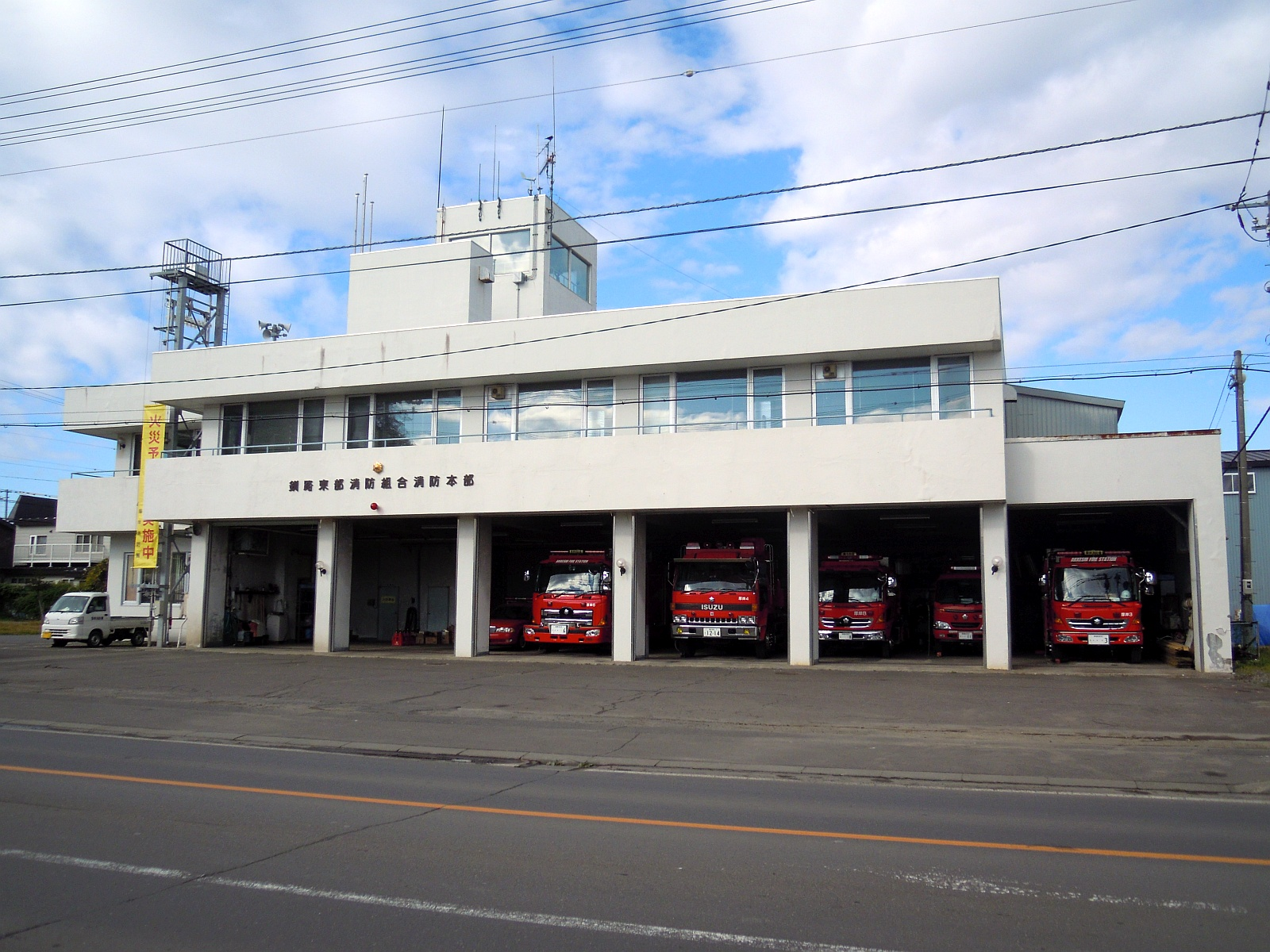
旧消防本部庁舎（2016年10月）

釧路東部消防組合（くしろとうぶしょうぼうくみあい）は、北海道釧路郡釧路町、厚岸郡厚岸町、厚岸郡浜中町が組織する一部事務組合（消防組合）。

## 沿革
「釧路東部消防組合の沿革」参照
- 1974年（昭和49年）：厚岸郡厚岸町、厚岸郡浜中町、釧路郡釧路村により釧路東部消防組合設立。厚岸町に消防本部及び消防署を置き、浜中支署、釧路支署を置く。釧路支署雪裡分遣所設置。
- 1975年（昭和50年）：消防本部・消防署・消防団合同庁舎新築。救急業務開始。
- 1978年（昭和53年）：浜中支署茶内分遣所新築。
- 1979年（昭和54年）：釧路支署雪裡分遣所新築。
- 1980年（昭和55年）：釧路村が町制施行し、釧路町となる。
- 1982年（昭和57年）：釧路市消防本部と消防相互応援協定締結。根室北部消防事務組合と消防相互応援協定締結。
- 1983年（昭和58年）：釧路西部消防組合と消防相互応援協定締結。根室市消防本部と消防相互応援協定締結。
- 1986年（昭和61年）：消防署上尾幌分遣所新築。
- 1989年（平成元年）：釧路支署・浜中支署を消防署に、雪裡分遣所を雪裡支署に昇格。消防署を厚岸消防署に改称。
- 1991年（平成03年）：北海道広域消防相互応援協定締結。
- 1992年（平成04年）：浜中消防署・消防団庁舎新築。
- 1995年（平成07年）：緊急消防援助隊の消火部隊として1隊登録。
- 1996年（平成08年）：北海道消防防災ヘリコプター応援協定締結。釧路消防署遠矢支署新築。
- 2007年（平成19年）：釧路消防署・消防団庁舎新築。釧路消防署と雪裡支署を統合。
- 2017年（平成29年）：消防本部・厚岸消防署新築移転。

## 組織
「釧路東部消防組合の組織系統図」参照
- 管理者 - 副管理者
  - 会計管理者
    - 消防本部
      - 総務課
      - 警防課
        - 釧路消防署
          - 遠矢支署
          - 昆布森分遣所

        - 厚岸消防署
          - 上尾幌分遣所

        - 浜中消防署
          - 茶内分遣所

## 消防車両
「消防車両の現況」参照
- 水槽付消防ポンプ自動車：6
- 消防ポンプ自動車：1
- 大型水槽車：3
- 高規格救急自動車：5
- 救急自動車：2
- 資機材搬送車：4
- 資機材運搬車：1
- 指令車：5
- 広報指令車：4
- 人員搬送車：1
- 予備車：1

## 消防署
| 消防署     | 住所                             | 支署                                 | 分遣所                                            |
| ---------- | -------------------------------- | ------------------------------------ | ------------------------------------------------- |
| 釧路消防署 | 釧路郡釧路町字別保原野南25線54-3 | 遠矢：釧路郡釧路町字トリトウシ88-312 | 昆布森：釧路郡釧路町大字昆布森村字チョロベツ甲4-5 |
| 厚岸消防署 | 厚岸郡厚岸町宮園2丁目414-2       |                                      | 上尾幌：厚岸郡厚岸町大字苫多村字上尾幌市街69      |
| 浜中消防署 | 厚岸郡浜中町霧多布西1条1-23      |                                      | 茶内：厚岸郡浜中町茶内栄79（支所合同）            |

## 参考資料
- “平成26年度 消防年報” (PDF).   釧路東部消防組合. 2016年6月26日閲覧。